# Обикновена кукувица
Вижте пояснителната страница за други значения на Кукувица.
Обикновената кукувица (Cuculus canorus) е птица от семейство Кукувицови (Cuculidae). Освен нея, в България от това семейство се среща и много по-редкият вид Качулата кукувица (според "Червената книга на България" - със статут на критично застрашен вид, към 2012 г.).
Обикновената кукувица има относително дълга опашка, пепеляво сива горна част на тялото, и оперение на гърдите и корема в белезникави цветове с тъмни препаски. На големина е приблизително колкото гълъб, но трудно се забелязва поради потайния си нрав. Обикновено се крие сред дърветата (по-скоро горска и в малко случаи - полска птица) и лети рядко, за кратко и бързо. Характерен за вида е любовният призив на мъжките, който звучи като „ку –куу, ку –куу“. Поради особеностите на своето размножаване, кукувиците се стремят да постигнат оплождане още в началото на пролетта. Това е в основата на схващането, че техният призив е сигурен признак, че сезонът е настъпил в Европа. В България се завръщат от африканските савани, където зимуват, обикновено около 10 април.
Предпочитана храна на тези птици са насекомите и особено - косматите гъсеници, които са отбягвани от другите пернати, което я прави важен фактор за екологическото равновесие на континента.
Някои видове от семейство Кукувицови, включително обикновената кукувица, са гнездови паразити, стремящи се да снесат възможно най-голям брой яйца. Обикновените кукувици снасят яйцата си в гнездата на други птици, понякога - изхвърляйки преди това част от яйцата на птицата-гостоприемник. Те имат способността да оформят своите така, че да приличат по големина и външен вид на тези на птицата-гостоприемник. Малкото се излюпва обикновено първо в чуждото гнездо – например на ливадна бъбрица, или сивогуша завирушка, червеношийка, врабче или коприварче - благодарение на усилията на измамената да го отглежда птичка и скоро избутва извън гнездото другите яйца или междувременно излюпилите се пиленца. Впоследствие малкото кукувиче израства под грижите на гостоприемника и дълго бива хранено от често много по-дребната от него птичка, която го възприема като свое собствено. Не всички видове кукувици имат размножителното поведение на обикновените кукувици - някои като бягащите кукувици или южноамериканският вид гуира изграждат собствени гнезда по земята или сред растителността. Качулатата кукувица също паразитира в чужди гнезда, но за разлика от обикновената само подяжда, често до смърт, малките на гостоприемника си, без непосредствено да ги убива. Вследствие на специфичното си приспособяване кукувиците имат много широко разпространение и въобще стабилни популации, но зависят от благоденствието на използваните от тях за размножаването им видове. 